# برايان فارلي
برايان فارلي (بالإنجليزية: Brian Farley)‏ هو لاعب كرة قدم بريطاني في مركز قلب الدفاع، ولد في 1927 في المملكة المتحدة، وتوفي في 1962. لعب مع توتنهام هوتسبير ونادي تشيلمسفورد.